# Ahmed Kelly
Ahmed Kelly (nascido em 18 de novembro de 1991) é um nadador paralímpico australiano nascido no Iraque. Representou Austrália nos Jogos Paralímpicos da Rio 2016 e competiu nas Paralimpíadas de Londres 2012. Em Londres, competiu em quatro provas do atletismo e seu melhor resultado foi um quarto lugar nos 50 metros peito SB3. No Rio de Janeiro, terminou em sétimo nos 50 metros peito SB3 e em sexto no revezamento 4x50 metros livre misto (20 pontos). Ahmed nadou ainda a prova dos 50 metros costas S3 e dos 150 metros medley individual, mas não avançou às finais.